# Jean-Gaspard Ferdinand de Marchin
Pour les articles homonymes, voir Marchin et Marsin.
 (juin 2012).
Si vous disposez d'ouvrages ou d'articles de référence ou si vous connaissez des sites web de qualité traitant du thème abordé ici, merci de compléter l'article en donnant les références utiles à sa vérifiabilité et en les liant à la section « Notes et références ».
Jean-Gaspard-Ferdinand de Marchin (également orthographié « Marsin » ; Huy en 1601 - Spa, 21 août 1673), comte de Granville/Graville (alias Tournanfuye à La Celle, Vernou) par son mariage, est un homme de guerre et gentilhomme d'origine wallonne du XVIIe siècle.

## Biographie
Jean Gaspard Ferdinand de Marchin est le fils de Jean de Marchin, seigneur de Romezée en partie, de Modave et voué de Fosse, capitaine-lieutenant du château de Huy, mort le 5 février 1652, et de Jeanne de La Vaux-Renard, morte le 17 décembre 1613, fille de Jean de La Vaux-Renard, seigneur de Roannes, et d'Élisabeth de Jaymart de Hemricourt.
Originaire du pays de Liège, il épouse Marie de Balzac de Graville, fille du marquis Henri d'Entragues (cf. l'article Robert). Seigneur de Mézières en Drouais (Eure-et-Loir). De cette union naissent Ferdinand de Marsin ou Marchin (février 1651-1706), futur maréchal de France, et Louise Henriette Agnès de Marchin.
En 1647, il est fait lieutenant général, général en chef de l'armée de Catalogne. Il sert l'Espagne quand Condé fait sa paix avec la cour. Il a commandé les troupes espagnoles au nord de la France. Il est battu fin août 1667 par le maréchal de Créquy après le siège de Lille.